# 세이퍼트 은하

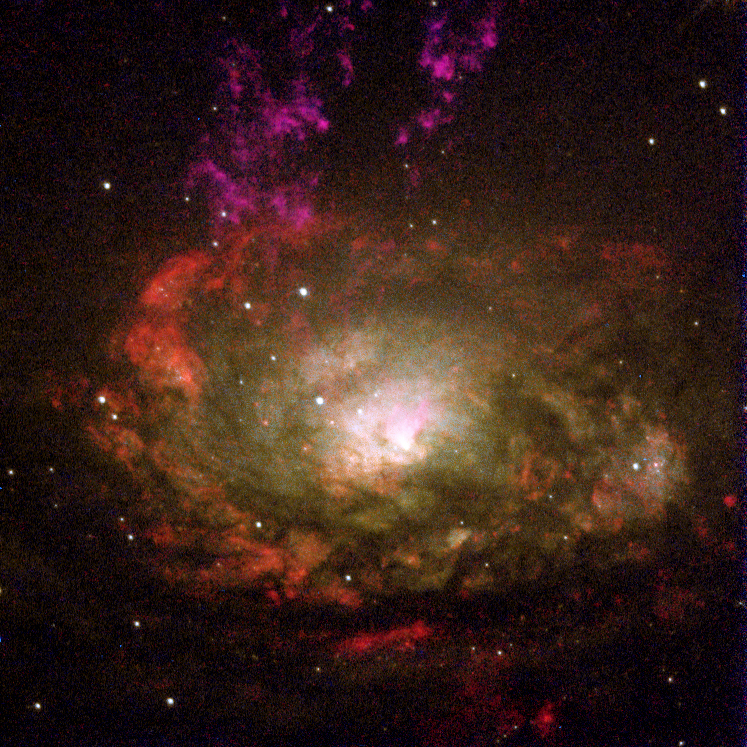
II형 세이퍼트 은하인 컴퍼스자리 은하.

세이퍼트 은하(영어: Seyfert Galaxy)는 퀘이사와 같이 활동 은하에 관한 두 개의 큰 분류 중 한 분류이다. 이들은 퀘이사(매우 밝고, 멀리 있으며 밝은 전자 기복사 방출원)와 유사한 은하핵을 가지고 있다. 은하핵은 매우 높은 표면 밝기를 가지며, 스펙트럼에서 강렬한 고이온화 방출선을 보여준다. 그러나 퀘이사와는 달리, 이들의 숙주은하는 뚜렷하게 관측될 수 있다.
세이퍼트 은하는 모든 은하의 약 10%를 차지하며 천문학에서 매우 잘 연구된 천체 중 하나로, 비록 퀘이사보다 가깝고 덜 밝긴 해도 퀘이사에서 발생하는 현상과 동일한 현상에 의해 동력을 얻는 것으로 여겨지고 있다. 이러한 은하들은 중심부에 떨어지는 물질로 구성된 강착 원반으로 둘러싸인 초대질량 블랙홀을 가지고 있다. 강착원반은 관측되는 자외선 방출의 근원으로 여겨지고 있다. 자외선 방출과 흡수선은 근처 물질의 조성을 파악하는 최적의 방법을 제공한다.
가시광선에서 보여지는 대부분의 세이퍼트 은하는 정상나선은하처럼 보인다. 그러나 다른 파장에서 연구할 때, 은하핵의 광도가 우리 은하 크기의 은하 전체 광도와 맞먹을 정도로 강렬한 것이 명확하게 보이게 된다.

## 어원
세이퍼트 은하의 명칭은 1943년 이 유형을 처음으로 분류한 칼 세이퍼트의 이름을 따서 붙여졌다.

## 발견

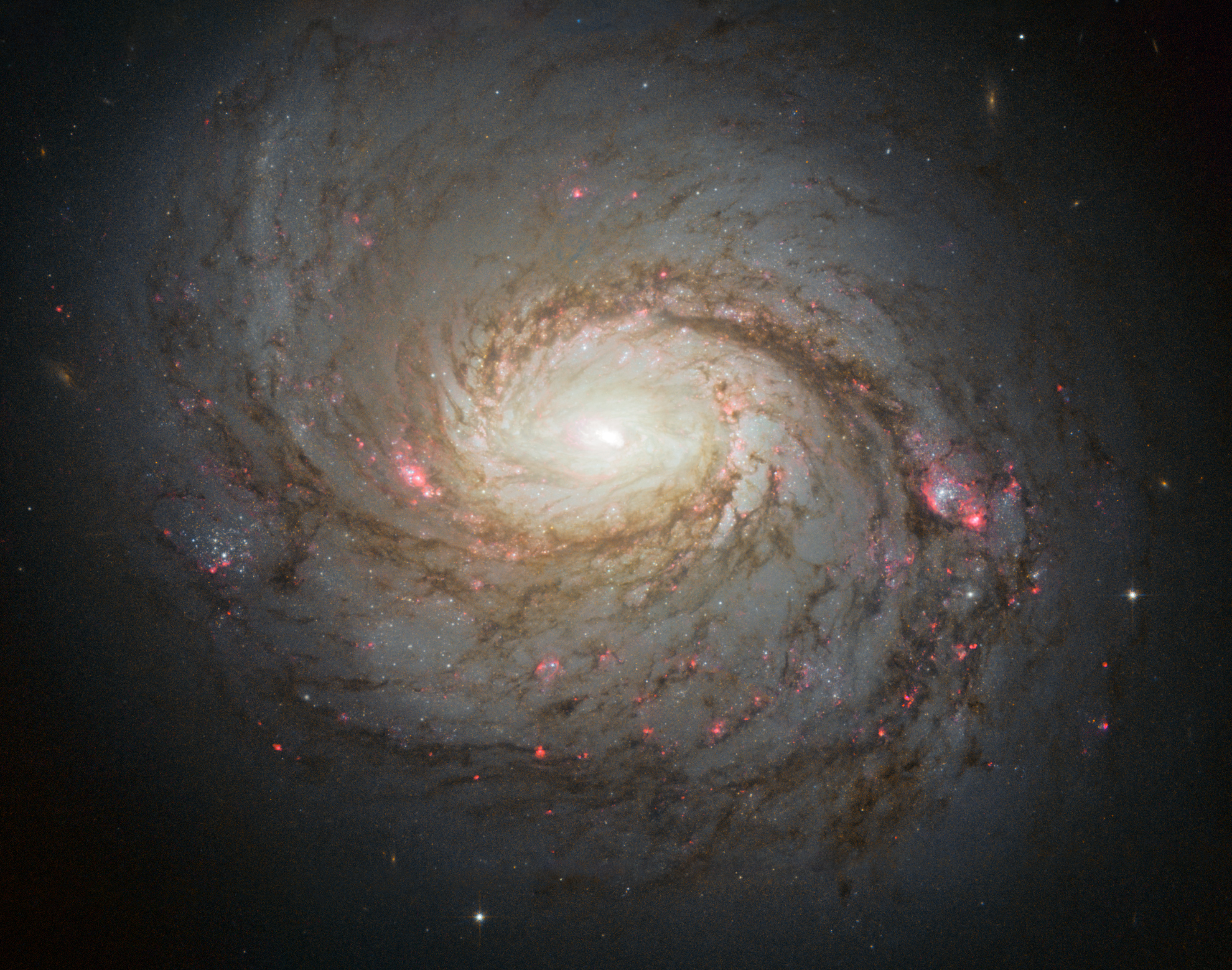
NGC 1068 (메시에 77), 처음으로 분류된 세이퍼트 은하 중 하나이다.

세이퍼트 은하는 1908년에 "나선 성운"으로 여겨지던 천체의 스펙트럼을 관측하기 위해 릭 천문대를 이용한, 에드워드 A. 패드와 베스토 슬라이퍼에 의해 처음으로 관측되었다. 이들은 NGC 1068이, 대부분의 천체가 별과 동일한 흡수 스펙트럼을 보여주는 것으로 관측됨에도 불구하고 특이한 것으로 간주되는 여섯 개의 밝은 방출선을 보여준다는 것에 대해 주목했다.
1926년, 에드윈 허블은 NGC 1068과 다른 두 "나선성운"의 방출선을 관측하여 이들을 외부은하 천체로 분류하였다. 1943년, 칼 키넌 세이퍼트는 NGC 1068과 유사한 은하를 많이 발견하였고 이러한 은하들이 넓은 방출선을 보여주는 매우 밝은 항성 상의 은하핵을 가진다는 것을 발표했다. 1944년에는 백조자리 A가 160 MHz 대역에서 관측되었고, 관측은 1948년에 백조자리 A가 별개의 전파원으로 확정이 될 때 확인되었다. 이후 간섭계의 이용으로 백조자리 A의 이중 전파구조가 보여지게 되었다. 몇년 후, 초신성잔해와 같은 다른 전파원이 발견되었다. 1950년대 말까지, 은하핵이 매우 협소(< 100 파섹, 즉 "미해결됨")하며 큰 질량(≈109±1 태양질량)을 가지면서 최대 핵방출 기간이 상대적으로 짧다는(>108 년) 사실을 포함하는 세이퍼트 은하에 관한 매우 중요한 특징들이 발견되었다.

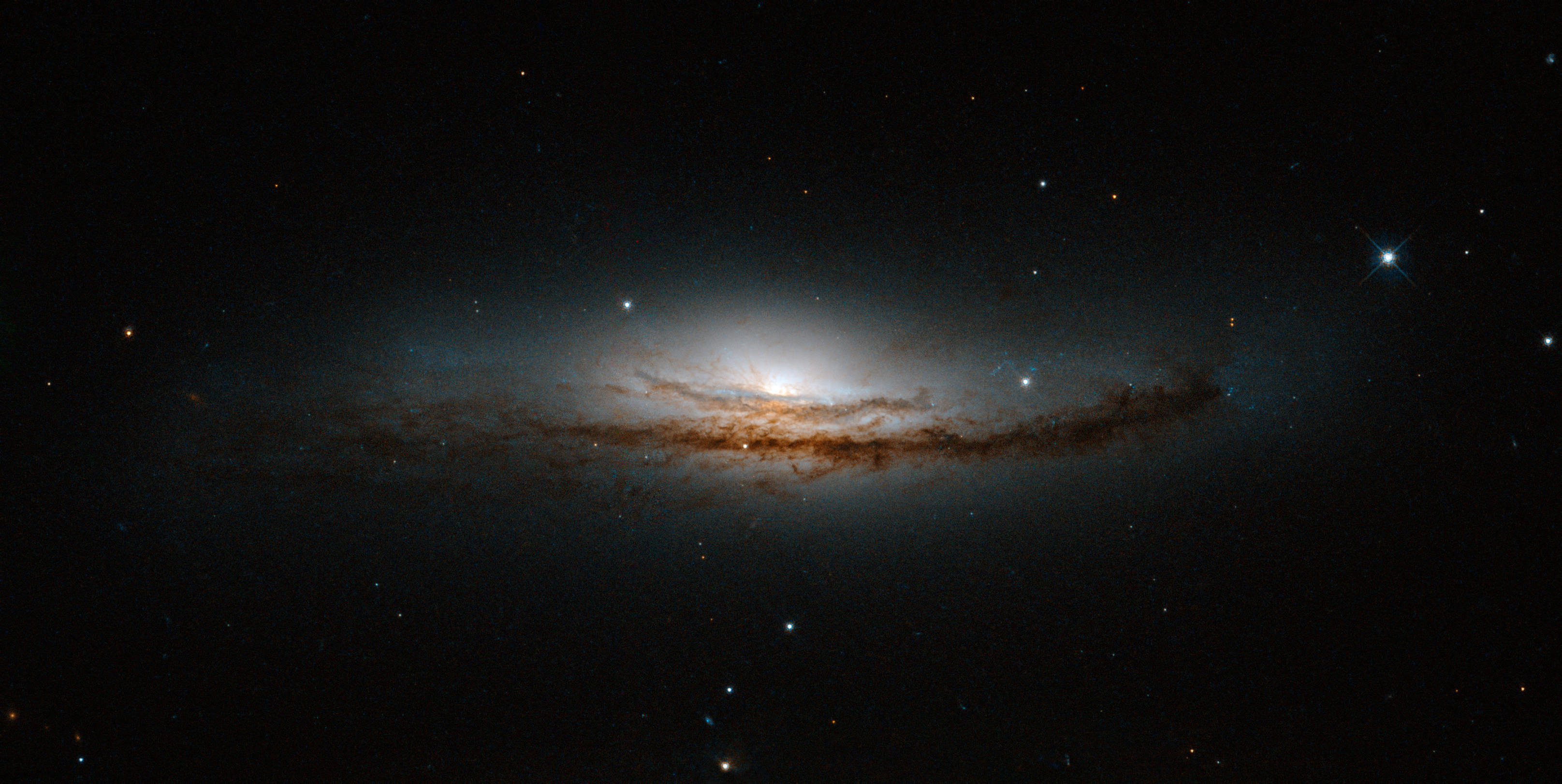
NGC 5793은 천칭자리 방향으로 1억 5,000만 광년 이상 떨어진 세이퍼트 은하이다.

1960~1970년대에는 세이퍼트 은하의 특징에 관해 더 나은 이해를 위한 연구가 수행되었다. 세이퍼트 은하핵의 실제 크기에 관한 몇 안되는 직접적 측정이 이루어졌는데, NGC 1068의 방출선이 직경 1000 광년 이상의 영역에서 형성된다고 확인되었다. 세이퍼트 은하의 적색편이가 우주론적으로 기원한 것인지에 대한 논쟁이 존재했었다. 세이퍼트 은하의 거리와 나이에 관한 측정 확인은 은하핵의 밝기가 수년 단위로 변하기 때문에 제한된다. 그래서 이러한 은하의 거리와 일정한 빛의 속도를 수반하는 주장은 이들의 나이를 측정하는데 항상 이용될 수는 없었다. 같은 시기에, 세이퍼트 은하를 포함하는, 은하 발견 및 목록수록 탐사가 착수되었었다. 1967년 초, 벤자민 마카리안은 매우 강한 자외선 방출에 의해 구별된 수천개의 은하를 포함하는 목록을 발표했는데, 1973년에는 다른 연구원들에 의해 이들 일부 위치에 관한 개선된 측정이 이루어지기도 했다. 그 당시, 1%의 나선은하만이 세이퍼트 은하라고 여겨졌었다. 1977년까지 대부분의 세이퍼트 은하는 정상 또는 막대나선은하이고, 극소수만이 타원은하임이 밝혀졌다. 같은 기간에 세이퍼트 은하에 관한 분광광도 데이터를 수집하기 위한 노력이 이루어져 왔었다. 세이퍼트 은하에서의 모든 스펙트럼이 동일하게 보이지 않다는 것이 분명해졌는데, 그래서 이들은 방출 스펙트럼의 특징에 따라 하위 분류된다. I형과 II형으로 간단한 분류가 만들어졌는데, 이들은 방출선의 상대적인 폭에 따른 유형이다. 일부 세이퍼트 은하핵이 중간적인 특징을 보여준다는 것이 나중에 주목되어 왔는데, 그 결과로 분류는 1.2, 1.5, 1.8, 1.9형으로 더 세분화 되었다(분류 참고). 세이퍼트 은하에 관한 초기의 탐사는 이 분류에서 가장 밝은 대표적 개체만을 탐사 대상으로 포함시키는 것으로 편향되었었다. 관측하기 힘든 세이퍼트 은하핵을 포함하는 저광도 은하를 탐사 대상에 포함하는, 더 최근의 탐사는 세이퍼트 현상이 모든 은하의 16±5%로 발생하여, 실제로 꽤 흔하다는 것을 시사한다. 실제로, 우리은하의 근처(≈27 Mpc)에 있는 수십개의 은하는 세이퍼트 현상을 보여준다. 세이퍼트 은하는 밝은 자외선 방출을 보여주는 은하핵을 가진 은하의 목록인 마카리안 목록에 수록된 은하의 상당수를 차지하는 유형이다.

## 특징

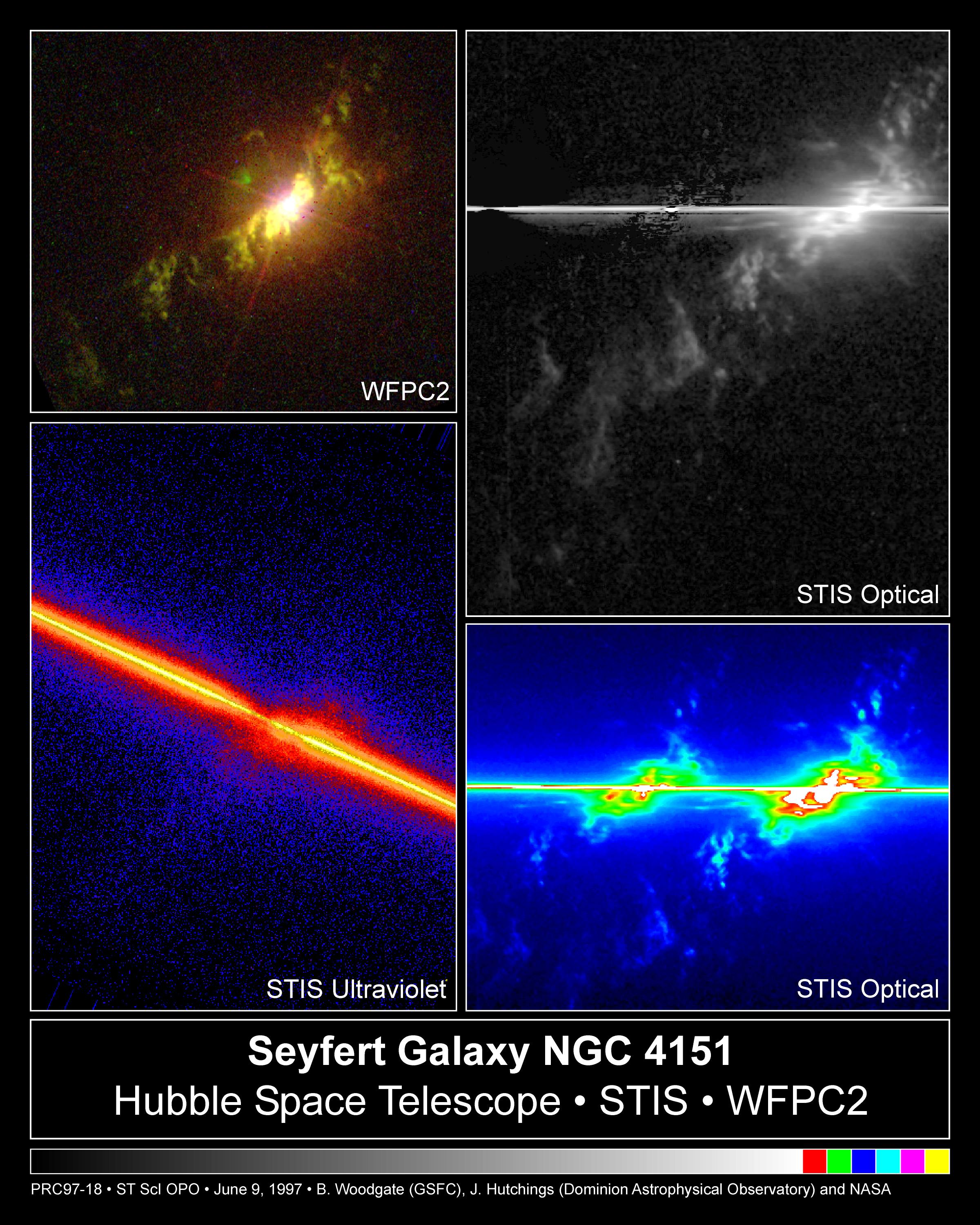
세이퍼트 은하 NGC 4151의 중심에 있는 블랙홀의 광학 및 자외선 사진.

활동은하핵(AGN)은 전자기 스펙트럼에서 보통 광도의 은하보다 큰 광도를 가지는 은하의 중심에 있는 협소한 영역이다. 활동은하핵을 가지는 은하는 활동은하(active galaxy)라고 불린다. 활동은하핵은 우주에서 매우 밝은 전자기 복사 방출원으로, 이들의 진화는 우주론적 모형에서 통제변인이 된다. 유형에 따라서, 이들의 광도는 수시간에서 수년 단위의 시간에 따라 변한다. 활동은하의 가장 큰 두 분류는 퀘이사와 세이퍼트 은하로, 두 유형의 주요한 차이점은 이들이 방출하는 복사에너지의 양이다. 일반적인 세이퍼트 은하에서의 핵방출원은 가시광선 파장에서 은하를 구성하는 별 전체가 방출하는 복사에너지의 양과 맞먹는 양의 복사를 방출하지만, 퀘이사에서의 핵방출원은 은하를 구성하는 별 전체가 방출하는 것의 100배 만큼 밝다. 세이퍼트 은하는 108에서 1011 태양광도 범위의 광도를 가지는 극단적으로 밝은 핵을 가지고 있다. 이들 중 약 5%만이 전파에서도 밝은데, 이들의 방출은 감마선에서 누그러지고 X-선에서 밝다. 세이퍼트 은하의 가시광선과 적외선 스펙트럼은 수소, 헬륨, 질소, 산소의 매우 밝은 방출선을 보여준다. 이러한 방출선은 속도가 500~4,000 km/s임을 암시하는 강한 도플러선폭증대를 내보이는데, 중심 블랙홀을 둘러싼 강착원반 근처에서 기원한 것으로 여겨지고 있다.

#### 에딩턴 광도
중심 블랙홀의 최소질량을 에딩턴 광도를 이용하여 계산할 수 있다. 이 한계는 빛이 복사압을 가하기 때문에 생기는 것이다. 블랙홀은 밝은 가스로 구성된 원반에 의해 둘러싸여 있다고 가정하자. 원반에서 전자-이온 쌍에 작용하는 중력과, 복사압에 의해 가해지는 반발력은 역제곱 법칙을 따른다. 블랙홀에 의해 가해지는 중력이 복사압에 의한 반발력보다 작다면, 원반은 복사압에 의해 우주공간으로 날아가게 될 것이다.

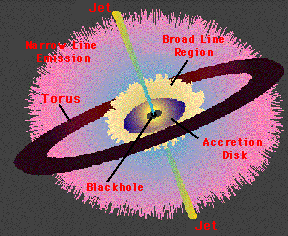
활동은하핵에 관한 모형을 보여주는 사진. 중심 블랙홀은 토러스에 둘러싸인 강착원반에 의해 둘러싸여 있다. 은하핵에서 방출되는 제트 뿐만 아니라 넓은 선 방출영역과 좁은 선 방출영역도 보인다.

#### 방출
세이퍼트 은하의 스펙트럼에서 보이는 방출선은 강착원반 자체의 표면에서나, 이온화 원뿔의 중심 방출원에 의해 빛나는 가스구름에서 비롯된 것이다. 방출영역의 정밀한 기하구조는 은하중심의 형편없는 해상도로 인해 추정하기 힘들다. 그러나 강착원반의 각 부분마다 우리의 시선 방향과 상관있는 속도가 다르고, 빠른 가스가 블랙홀 주변을 회전하고 있으므로, 넓은 방출선이 나타나게 될 것이다. 마찬가지로, 빛이 비추어지는 원반풍 또한 위치에 의존하는 속도를 가지고 있다.
좁은 선은 속력이 느린 활동은하핵의 외곽 부분에서 기원한 것으로 여겨지고 있고, 넓은 선은 블랙홀 근처에서 기원한 것으로 여겨지고 있다. 이는 넓은 선이 상대적으로 짧은 시간에 변하는데 비해, 좁은 선은 관측적으로 달라지지 않아 방출영역이 크다는 것을 암시하는 사실로부터 확인되었다. 반향측량(reverberation mapping)은 이 변화를 방출영역의 위치와 형태 측정을 시도하기 위해 이용하는 기술이다. 이 기술은 연속 스펙트럼에서의 변화의 반응인 방출선의 변화를 관측함으로써 넓은 선 방출영역의 구조와 운동을 측정한다. 반향측량의 이용은 단일 중심 방출원에서 기원한 연속 스펙트럼의 측정을 필요로 한다. 35개의 활동은하핵에 대해, 반향측량은 중심 블랙홀의 질량과 넓은 선 방출영역의 크기를 측정하는데 이용되어 왔다.
일부 강전파 세이퍼트 은하에서 관측되어온 전파방출은 제트에서 비롯된 싱크로트론 방출에 해당하는 것으로 여겨지고 있다. 적외선방출은 은하핵 근처 먼지에 의해 흡수된 빛이 다른 대역에서 재방출되면서 발생한 것이다. 매우 높은 에너지의 광자는 블랙홀 근처 고온의 코로나에서의 역콤프턴 산란에 의해 발생한 것으로 여겨지고 있다.

## 분류

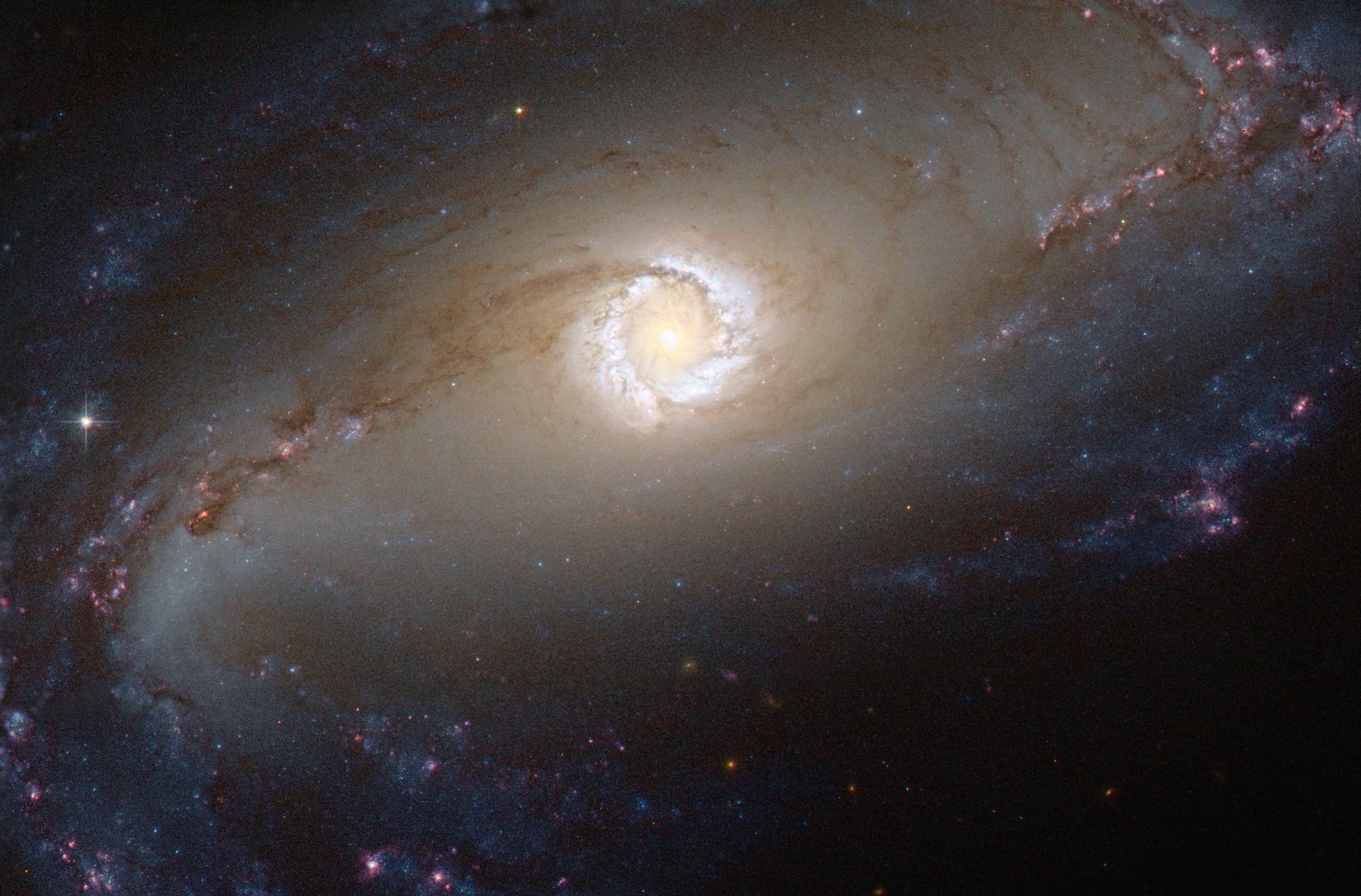
세이퍼트 은하 NGC 1097. 1억 태양질량을 가진 초대질량 블랙홀이 은하의 중심에 위치해 있다. 블랙홀 주변의 영역은 블랙홀로 떨어지는 물질로 인해 엄청난 양의 복사를 방출한다.

세이퍼트 은하는 처음에 스펙트럼에서 보여지는 방출선에 따라 I형 또는 II형으로 분류된다. I형 세이퍼트 은하의 스펙트럼은 H I과 He I 또는 He II 같은 허용선과, O III 같은 좁은 금지선을 모두 포함하는 넓은 선을 보여준다. 이들은 일부 좁은 허용선도 보여주지만, 그러한 좁은 선조차 보통 은하에서 보여지는 선보다 훨씬 넓다. 그러나 II형 세이퍼트 은하의 스펙트럼에서는 허용선 및 금지선이 모두 좁은 선으로 보인다. 금지선은 보통 양자역학의 선택규칙에 의해 허용되지 않지만 작은 자발적 발생 확률을 가지는 전자천이로 인해 발생하는 스펙트럼 선이다. 약간 특이하지만 실제로는 금지된 전자천이가 아니기 때문에 "금지"(forbidden)라는 단어는 약간 오해의 소지가 있다.
일부의 경우에서, 스펙트럼이 넓은 허용선과 좁은 허용선을 모두 보여주기도 하는데, 이는 이들이 1.5형과 같이, 왜 I형과 II형 사이의 중간형으로 분류되는지에 대한 이유다. 이러한 은하 일부의 스펙트럼은 몇년 사이에 1.5형에서 II형으로 변하기도 한다. 그러나, 특유의 넓은 Hα 방출선은 좀처럼 사라지지 않는다. I형과 II형 세이퍼트 은하 사이의 차이에 관한 기원은 아직까지 밝혀지지 않았다. 일부 은하의 경우는 넓은 스펙트럼 선 요소가 관측하기 매우 어려웠다는 이유로 II형으로 확인되기도 했다. 일부는 모든 II형 세이퍼트 은하가 사실 은하에 대한 우리의 시선 각도 때문에 넓은 선 요소를 관측하기 힘든 I형 세이퍼트 은하일 것이라고 여기고 있다. 구체적으로, 우리는 I형 세이퍼트 은하 중심의 작은 방출원을 거의 직접적으로 관측한다. 따라서 은하의 중심에 있을 것으로 여겨지는 초대질량 블랙홀 근처를 움직이는 넓은 선 방출영역의 고속도 구름의 표본화가 가능하다. 대조적으로, II형 세이퍼트 은하에서의 활동은하핵은 관측하기 힘들고 넓은 선 방출영역으로부터 멀리 떨어진 차가운 외곽 영역만 보인다. 이 가설은 세이퍼트 은하의 "통합모형"(unification scheme)으로 알려져 있다. 그러나, 가설이 두 유형의 관측된 차이를 설명할 수 있는지는 아직 명확하지 않다.

#### I형 세이퍼트 은하
I형 세이퍼트 은하는 매우 밝은 자외선 및 X-선 방출원으로, 가시광선에서도 매우 밝다. 이들은 스펙트럼에서 두 유형의 방출선을 가지는데, 수백 km/s(속도 단위로 측정) 폭의 좁은 선과 104 km/s 폭까지의 넓은 선이 있다. 넓은 선은 은하의 동력원으로 여겨지는 초대질량 블랙홀의 강착원반 위에서 기원되고, 좁은 선은 강착원반의 넓은 선 영역 너머에서 발생한다. 두 방출 모두 크게 이온화된 기체에 의해 발생한다. 넓은 선 방출은 직경 0.1~1 파섹의 영역에서 일어난다. 넓은 선 방출영역, RBLR은 연속복사 방출원에서 선방출 가스까지 빛이 이동하는데 걸리는 시간에 해당하는 시간지연을 통해 측정된다.

#### II형 세이퍼트 은하

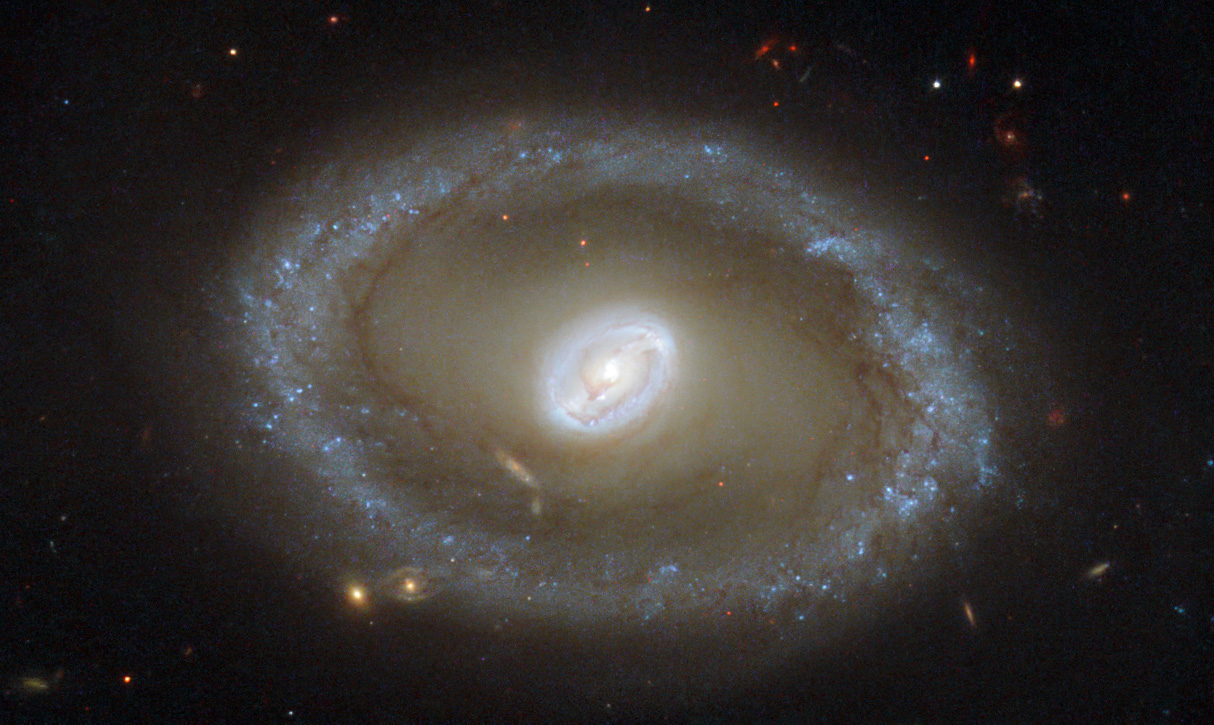
매우 밝은 은하핵에 의해 특징지어지는 II형 세이퍼트 은하로 알려진 NGC 3081.

II형 세이퍼트 은하는 밝은 핵과, 적외선 파장에서 밝게 보인다는 특징을 가지고 있다. 이들의 스펙트럼은 금지천이와 연관된 좁은 선과, 강한 쌍극자 또는 상호결합천이와 연관된 넓은 허용선을 포함한다. 일부 II형 세이퍼트 은하에서, 분광편광법(spectro-polarimetry, 편광요소에 관한 분광법)으로 불리는 기술을 통한 분석은 관측하기 힘든 I형 영역을 보여주었다. NGC 1068의 경우에, 과학자들이 밝은 연속복사체와 넓은 방출선 핵 주변의 관측하기 힘든 먼지 토러스의 존재를 믿게 만드는, 먼지구름에 의해 반사된 핵광이 측정되었다. 은하를 측면에서 볼 때, 핵은 토러스 상하의 가스와 먼지에 의한 반사를 통해 간접적으로 관측된다. 이 반사는 편광을 야기한다.

#### 중간형 세이퍼트 은하

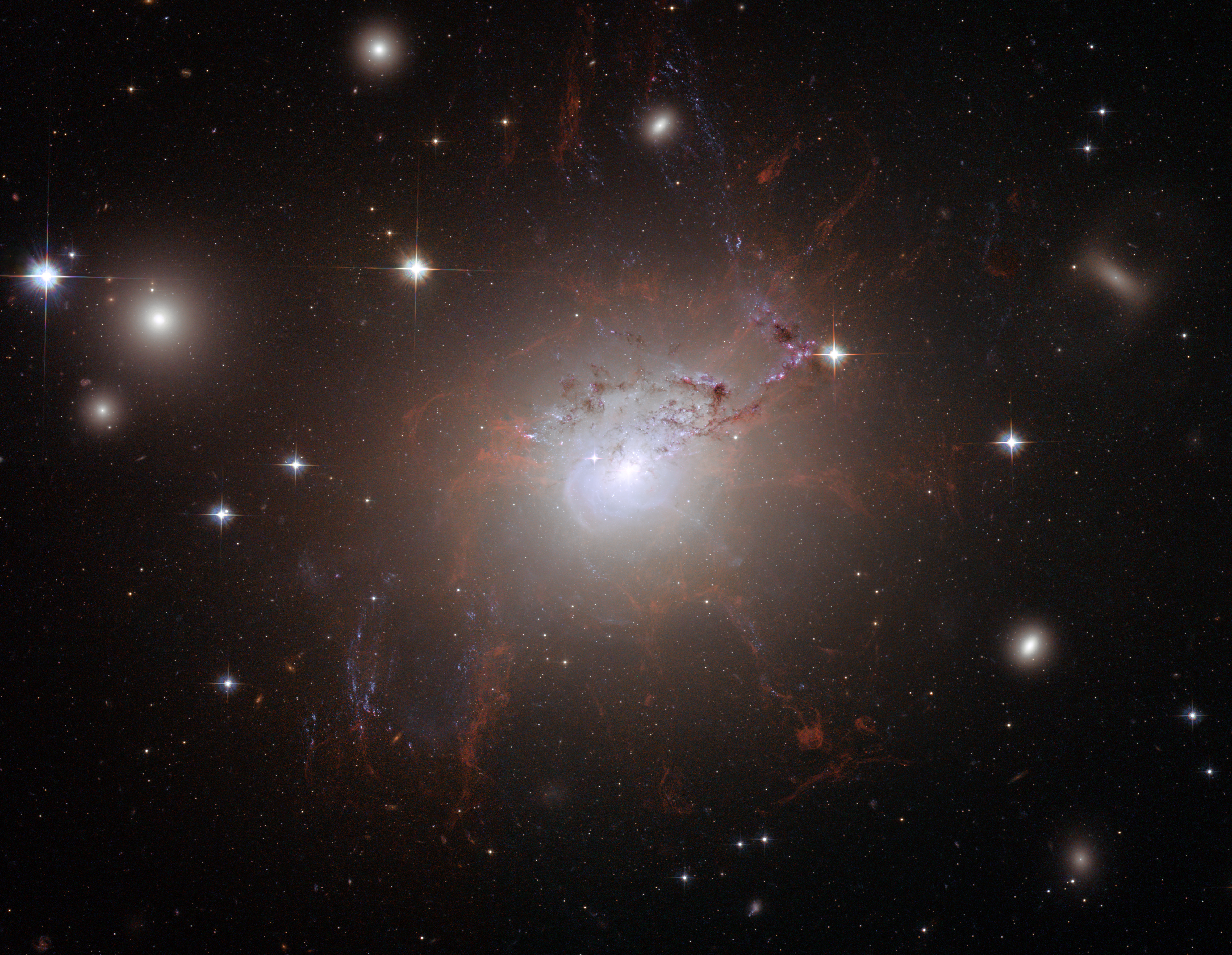
1.5형 세이퍼트 은하 NGC 1275.

1981년, 도널드 오스터브록은 스펙트럼의 가시적 외형에 따른 하위분류인 1.5, 1.8, 1.9형 세이퍼트 은하의 표기법을 소개했다. 수치적으로 큰 하위분류일수록 좁은 선에 대해 넓은 선 요소는 약하다. 예를 들면, 1.9형 세이퍼트 은하는 Hα선에서만 넓은 선 요소를 보여주고, 발머선 이상에서는 보여주지 않는다. 1.8형 세이퍼트 은하에서는 매우 약한 넓은 선이 Hα선 뿐만 아니라 Hβ선에서도 관측될 수 있다. 심지어 Hβ가 매우 Hα에 비해 매우 약하더라도 말이다. 1.5형 세이퍼트 은하에서는, Hσ선과 Hβ선의 세기가 같다.

#### 유사 세이퍼트 은하
I형에서 II형으로(1.2형에서 1.9형도 포함)의 세이퍼트 은하의 수열 뿐만 아니라, 세이퍼트 은하와 매우 유사하거나 그 하위분류로 간주될 수 있는 다른 유형의 은하들도 있다. 세이퍼트 은하와 매우 유사한 은하로는 1980년에 발견된 저이온화 좁은 선 방출 전파은하(low-ionisation narrow-line emission radio galaxy, LINER)가 있다. 이러한 은하는 약이온화되거나 중성원자에서 기원한 강한 방출선을 가지고 있는데 비해, 강이온화된 원자에 의한 방출선은 그보다 상대적으로 약하다. LINER는 저광도 세이퍼트 은하와 많은 특징을 공유하고 있다. 사실, 가시광선에서 보았을 때, 이들 숙주은하의 전체적인 특징은 구별할 수 없다. 또한 이들 모두 넓은 선 방출영역을 보여주지만, LINER의 선 방출영역은 세이퍼트 은하보다 작은 밀도를 가지고 있다. 이러한 은하의 예는 솜브레로 은하라고 알려진, 처녀자리의 M104가 있다. LINER와 I형 세이퍼트 은하 둘 다인 경우는 다른 AGN에 비해 상대적으로 가까운 NGC 7213이 있다. 또다른 매우 흥미로운 하위분류는 최근에 광범위한 연구의 목표가 되어온 좁은 선 세이퍼트 I형 은하(narrow line seyfert I, NLSy1)가 있다. 이들은 일반적인 I형 세이퍼트 은하의 넓은 선보다 훨씬 좁은 선과 가파른 경 X-선 및 연 X-선 스펙트럼과 강한 Fe[II] 방출을 가진다. 이들의 특징은 NLSy1 은하가 중심 블랙홀의 질량이 상대적으로 작지만 성장 중임을 암시하는 큰 강착률을 지닌 어린 AGN임을 시사한다. NLSy1 은하가 은하진화의 초기 단계에 있는 은하이며, 이들과 초발광적외선은하 또는 세이퍼트 II형 은하 사이의 관계를 제시해온 이론이 있다.

## 진화
우리가 관측한 활동은하의 대부분은 매우 멀리 있으며 큰 도플러편이를 보여준다. 이는 우주의 급팽창으로 인해 매우 빠른 속도로 멀어지기 때문으로, 활동은하가 우주 초기에 형성되었음을 암시한다. 퀘이사는 가장 먼 활동은하로, 일부는 120억 광년 거리에서 관측되기도 한다. 빛이 일정한 속도를 가지고 있기 때문에, 우주에서 먼 거리 너머를 보는 것은 과거를 보는 것과 같다. 따라서, 먼 거리에서의 활동은하핵의 관측과 근처 우주에서의 이들의 결핍은 우주 초기에 이들이 더 흔했다는 것을 암시하는데, 이는 활동은하핵이 은하진화의 초기 단계일 것임을 시사한다. 이는 무엇이 현재(오늘날) 큰 적색편이에서 발견되는 AGN의 상응물인지에 대한 질문으로 이어진다. NLSy1 은하가 큰 적색편이(z>4)에서 발견되는 퀘이사의, 작은 적색편이에서 발견되는 상응물이라는 것이 주장되었다. 둘은 많은 유사한 특징들을 가지고 있는데, 예를 들면 큰 금속함량이나 방출선의 유사한 패턴(강한 Fe[II], 약한 O[III])이 있다. 일부 관측은 코로나 영역에서 달아나는 복사를 통해 핵에 의한 AGN 방출이 구형대칭적이지 않고, 축대칭적임을 시사한다. 이 관측에 근거한 모형으로 시선 방향에 대해 AGN이 향하는 방향이 다르기 때문에 이들이 서로 다른 유형으로 분류된다는 설명을 창안했다. 이러한 모형은 통합모형이라고 불린다. 통합모형은 II형 세이퍼트 은하가 넓은 선 영역에서의 관측을 방해하며 잘 보이지 않는 토러스에 의해 둘러싸인 결과로써, I형 세이퍼트와 II형 세이퍼트 사이의 차이를 설명한다. 퀘이사와 블레이자도 이 모형에서 꽤 간단하게 들어맞는다. 이러한 통합모형의 주요한 문제는 일부 AGN이 왜 강전파(radio loud)인데 비해 다른 이들은 약전파(radio quiet)인지 설명하기 위해 노력하고 있다. 이들의 차이는 중심 블랙홀의 회전에서의 차이 때문일 것이라고 주장되어 왔다.

## 예시

메시에 51

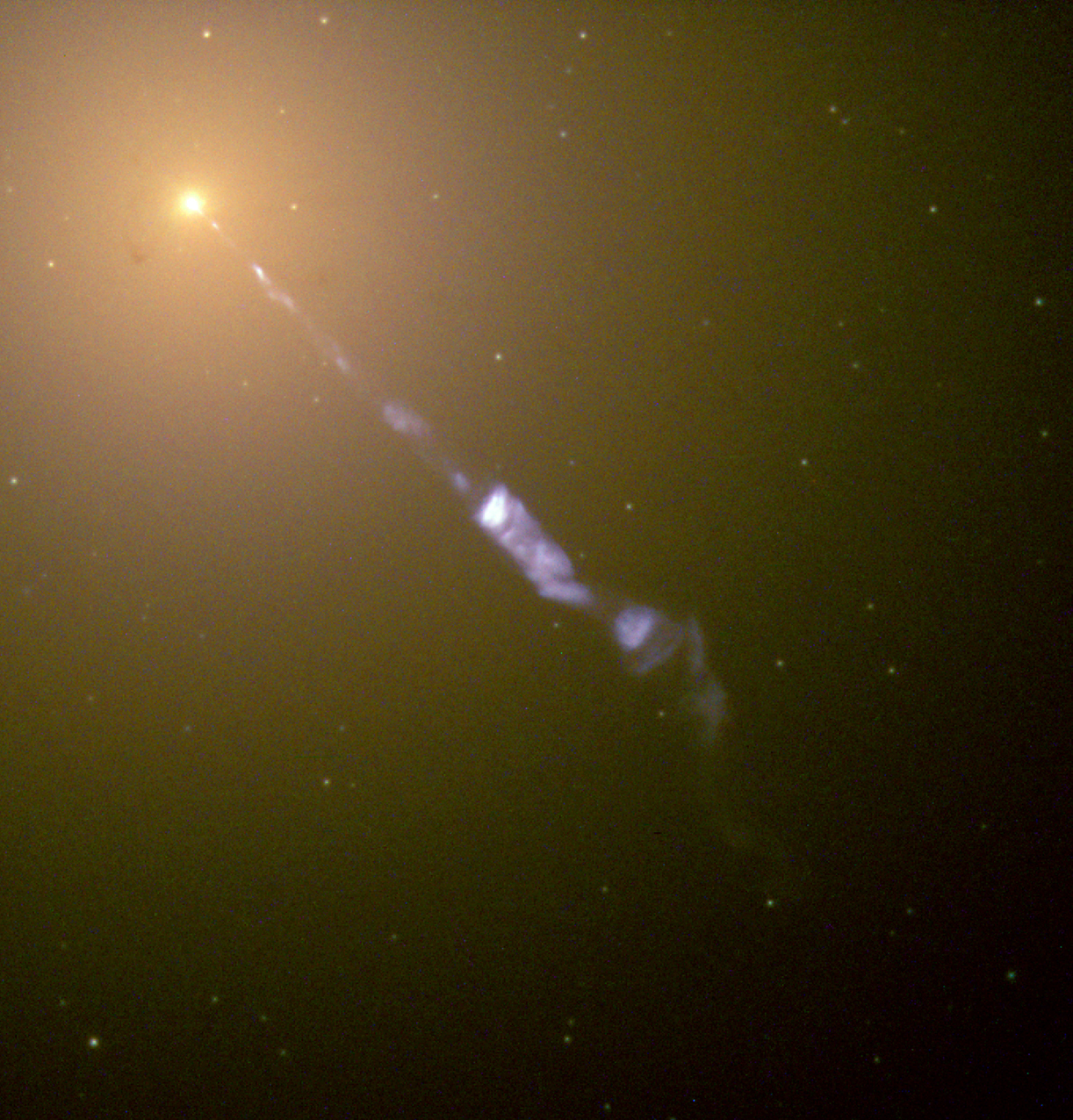
메시에 87

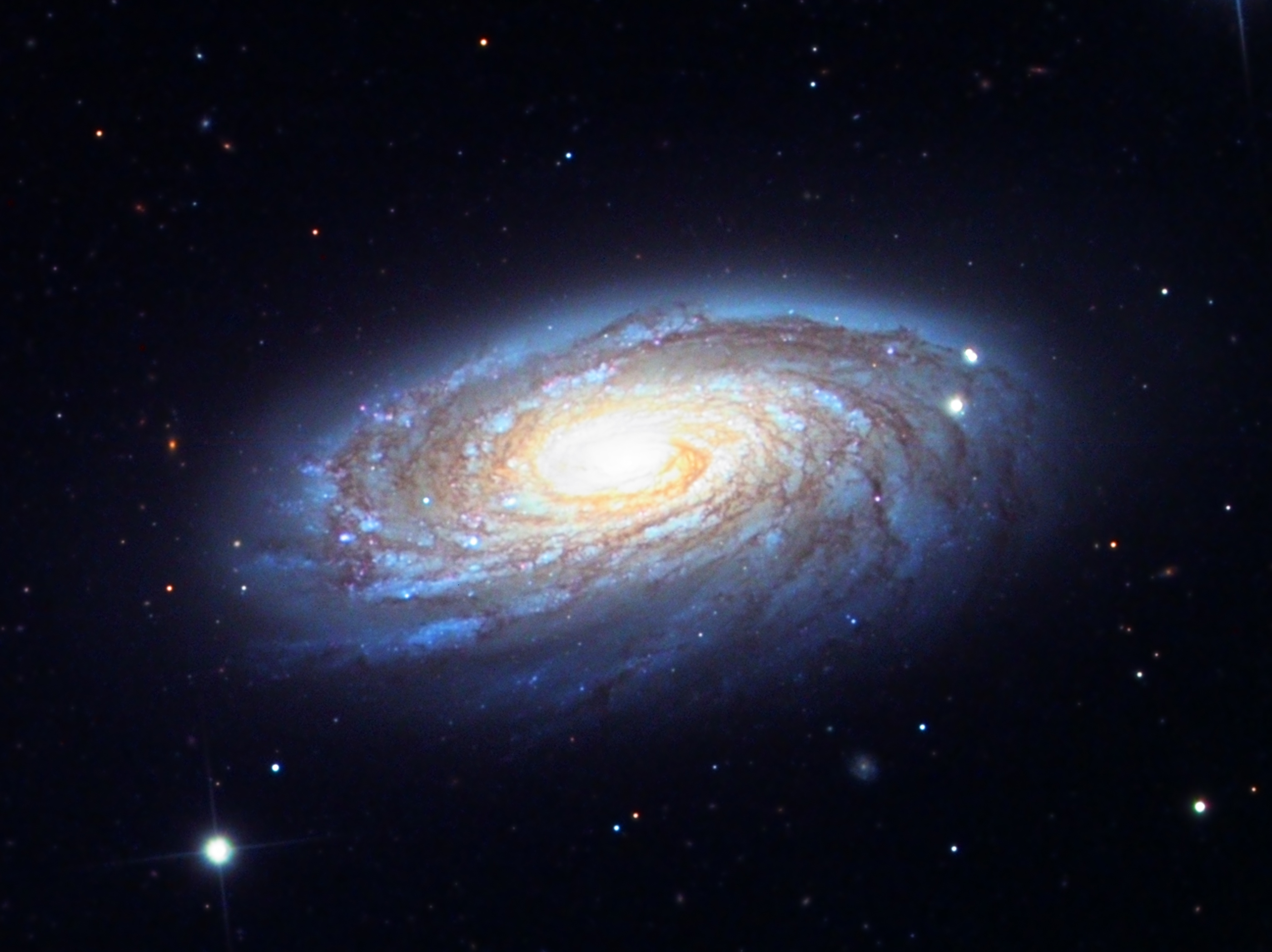
메시에 88

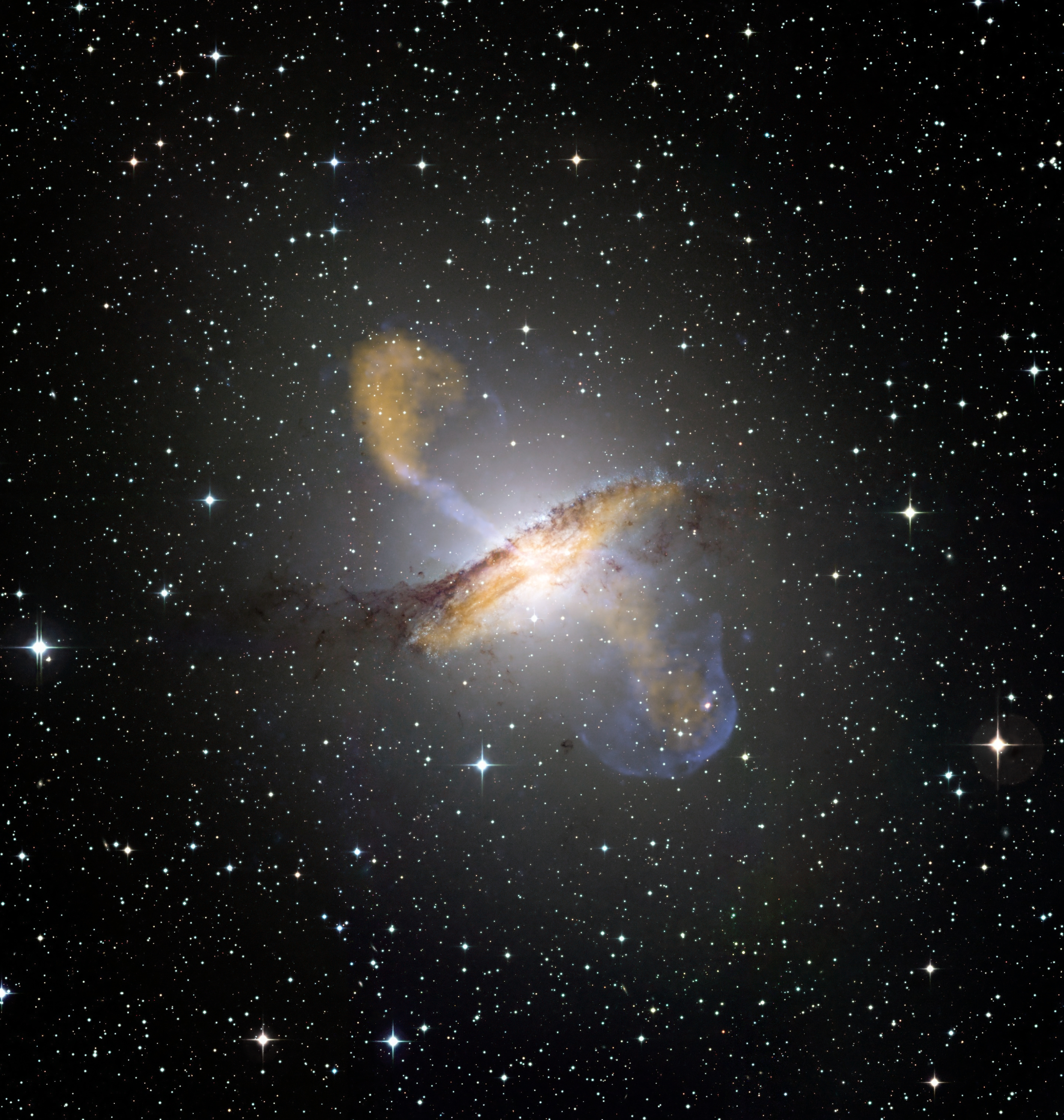
센타우루스자리 A

주목할 만한 세이퍼트 은하의 예 중 일부이다.
- 컴퍼스자리 은하 (ESO 97-G13), 중심에 방출된 가스고리를 가지고 있다.
- 센타우루스자리 A 은하 (NGC 5128),지구에서 보았을 때 가장 밝아 보이는 세이퍼트 은하로, 거대 타원 은하이며 백 만 광년 크기의 긴 상대론적 제트로 유명한 전파 은하로 분류되기도 한다.
- 백조자리 A 은하 (3C 405), 최초로 발견된 전파은하이며 1 GHz 주파수에서 보았을 때 하늘에서 가장 밝은 전파원이다.
- 메시에 51a (NGC 5194), 소용돌이 은하, 하늘에서 가장 유명한 은하 중 하나이다.[54]
- 메시에 66 (NGC 3627), 유명한 사자자리 삼중은하의 일부이다.
- 메시에 77 (NGC 1068), 고래자리 A 은하, 최초로 세이퍼트 은하로 분류된 은하 중 하나이다.[55]
- 메시에 81 (NGC 3031), 아마추어 천문학에서 가장 대중적인 관측 대상이고 센타우루스자리 A 다음으로 가장 밝은 세이퍼트 은하이다.
- 메시에 87 (NGC 4486), 처녀자리 은하단의 중심 은하로 국부 초은하단에서 가장 큰 은하이며, 이 초거대 타원 은하는 4,400 광년 크기의 긴 상대론적 제트를 가지고 있는 것으로 유명한 전파 은하로 분류되기도 한다.
- 메시에 88 (NGC 4501), 거대한 처녀자리 은하단의 일원으로 하늘에서 가장 밝은 세이퍼트 은하 중 하나이다.
- 메시에 106 (NGC 4258), 가장 유명한 세이퍼트 은하 중 하나로,[56][57] 오르토형 물분자(ortho-H2O)의 22 GHz 선에서 관측할 때 은하핵에서 보이는 수증기 메가메이저를 가지고 있다.[58]
- NGC 262, 거대한 H I 가스 헤일로를 가진 은하의 화려한 예.[59]
- NGC 1097, 은하핵에서 방출된 네개의 좁은 광학 제트를 가지고 있다.
- NGC 1275, 관측된 어떤 것보다도 가장 낮은 내림 나음을 만드는 중심 블랙홀로 유명하다.[60]
- NGC 1365, 거의 빛의 속도로 회전하는 중심 블랙홀로 유명하다.[61]
- NGC 1566, 최초로 세이퍼트 은하로 분류된 은하 중 하나다.[55]
- NGC 1672, 강렬한 폭발적 항성생성 영역에 둘러싸인 은하핵을 가지고 있다.
- NGC 1808, 폭발적 항성생성 은하이기도 하다.
- NGC 3079, 중심에서 방출되어 뜨거운 가스로 구성된 거대한 거품을 가지고 있다.
- NGC 3185, 힉슨 밀집 은하군 44의 일원이다.
- NGC 3259, 강력한 X-선 방출원이기도 하다.
- NGC 3783, 강력한 X-선 방출원이기도 하다.
- NGC 3982, 폭발적 항성생성 은하이기도 하다.
- NGC 4151, 중심에 두개의 초대질량 블랙홀을 가지고 있다.
- NGC 4395, 중심에 중간질량 블랙홀을 가지고 있는 저표면밝기은하의 예시이다.
- NGC 4725, 지구에서 가장 가깝고 밝은 세이퍼트 은하 중 하나로, 적외선에서 중심을 보았을 때, 매우 긴 나선을 그리는 가스 구름을 가지고 있다.
- NGC 4945, 센타우루스자리 A와 상대적으로 가까운 은하이다.
- NGC 5033, 운동중심에서 떨어져 있는 세이퍼트 은하핵을 가지고 있다.
- NGC 5548, 렌즈상 세이퍼트 은하의 예시이다.
- NGC 6240, 초발광 적외선은하(ULIRG)로 분류되기도 한다.
- NGC 6251, 3CRR 목록에서 X-선에서 가장 밝은 저들뜸 전파은하이다.[62]
- NGC 7479, 가시적 나선팔의 반대방향이 열려있는 나선팔을 가진 나선은하.
- NGC 7742, 계란 프라이 은하, 2형 세이퍼트 은하이다.
- IC 2560, NGC 1097과 유사한 은하핵을 가진 나선은하.

## 같이 보기
- 저이온화 핵방출선 영역

## 참고
1. ↑  블랙홀의 중력 Fgrav는 아래의 식 통해 계산할 수 있다.
{\displaystyle F_{grav}={\frac {GM_{BH}m_{p}}{r^{2}}}}
여기서 G는 중력상수, mp는 양성자의 질량, MBH, r은 각각 블랙홀의 질량과 반지름이다.

우리가 별을 구형 대칭으로 가정함으로써 밖으로 작용하는 복사력 Frad을 유도할 수 있다.
{\displaystyle F_{rad}={\frac {dp}{dt}}={\frac {1}{c}}{\frac {dE}{dt}}={\frac {1}{c}}\sigma _{t}{\frac {L}{4\pi r^{2}}}}
여기서 p는 운동량, t는 시간, c는 빛의 속도, E는 에너지, σt는 톰슨 단면적, L은 광도이다.

블랙홀의 광도는 반드시 에딩턴 광도 LEddington보다 작아야 한다. 그러면 아래와 같이 주어진다.
{\displaystyle F_{rad}=F_{grav}\rightarrow L<L_{Eddington}}  {\displaystyle ={\frac {4\pi cGM_{BH}m_{p}}{\sigma _{t}}}}  {\displaystyle =1.3\times 10^{38}{\frac {M_{BH}}{M_{solar}}}\,erg/sec}  {\displaystyle =30000{\frac {M_{BH}}{M_{solar}}}L_{solar}}
여기서 Msolar는 태양의 질량, Lsolar는 태양의 광도이다.

따라서, 관측을 통해 주어진 광도(에딩턴 광도보다 작음)를 통해 활동은하의 중심에 있는 블랙홀의 질량에 대한 대략적인 최솟값을 측정할 수 있다. 이 유도는 근사적으로 폭넓게 이용된다. 그러나 강착원반의 실제 기하구조를 계산에 포함할 때, 그 결과가 고전의 값과는 상당히 다를 수 있다.